# Pavel Weigel
Pavel Weigel (26. května 1942, Brno – 30. listopadu 2015, Praha) byl český spisovatel a překladatel z polštiny a ruštiny.

## Život
Roku 1960 maturoval na Střední průmyslové škole chemické v Brně a poté začal studovat na Vysoké škole chemicko-technologické v Praze. Po jejím ukončení roku 1965 pracoval do roku 1970 jako technolog v Severočeských chemických závodech v Lovosicích, pak do roku 1972 ve Výzkumném ústavu sdělovací techniky v Praze, v letech 1972–1991 na Ministerstvu lesního a vodního hospodářství ČSR, resp. na Ministerstvu životního prostředí ČSR, a v letech 1991–1992 na pražském magistrátu v odboru ochrany prostředí. V letech 1987 až 1990 pracoval též jako redaktor časopisu Ochrana ovzduší. Od roku 1992 byl v invalidním důchodu.
Byl předsedou Dozorčí rady DILIA, členem PEN klubu, Obce překladatelů, Obce spisovatelů a Syndikátu novinářů. Publikoval v oboru ochrany životního prostředí a literatury faktu. Je autorem esejů a sbírek poezie. Nejvýznamnější částí jeho díla jsou však překlady z polštiny a ruštiny zejména v oblasti science fiction.

## Vlastní knihy

### Próza a poezie
- Mezitexty (hříčky a nápady) (1999), poezie.
- Lemování (2003), poezie.
- Porůznosti (2008), eseje a povídky.
- Záznamník (2009), poezie.
- Laskání (2014), poezie.
- Krhútská kronika, humoristická kniha, ve vydání z roku 2013 je původní text Ervína Hrycha doplněn o další zábavné kapitoly pokračovatele krhútské tradice Pavla Weigela.